# X-Men
Gli X-Men sono un gruppo di supereroi mutanti, protagonisti di varie serie a fumetti pubblicate dall'editore statunitense Marvel Comics. Sono stati ideati da Stan Lee e dal disegnatore Jack Kirby nel 1963. Inizialmente il gruppo era formato da cinque adolescenti, mutanti a seguito di una particolare mutazione genetica detta gene-X, risultato di un'alterazione del DNA, che li dotava sin dalla nascita di straordinarie capacità come leggere nel pensiero o volare. Proprio per queste capacità, i mutanti sono disprezzati ed emarginati da chi vede in loro un potenziale pericolo per la sopravvivenza della razza umana. Gli X-Men sono oggetto di un vastissimo merchandising, e hanno ispirato serie di cartoni animati, serie televisive, videogiochi e numerosi film di successo.

## Storia editoriale
I creatori della serie si ispirarono alla Doom Patrol, un gruppo di giovani supereroi edito dalla concorrente DC Comics che a causa dei loro superpoteri venivano emarginati proprio come i giovani mutanti della Marvel. Stessa ispirazione anche per creare il personaggio di Charles Xavier, mentore nonché fondatore degli X-Men, che corrisponde quasi perfettamente alla figura di Niles Caulder, ingegnere senza più l'uso delle gambe e costretto a muoversi su una sedia a rotelle capace tuttavia di guidare i tre giovani nelle loro missioni. Partendo dalla Doom Patrol, Lee crea il suo gruppo abbassando l'età media dei componenti e sostituisce ai poteri ottenuti tramite incredibili incidenti quelli dovuti a mutazioni genetiche. Il tempo premiò le scelte di Lee: gli X-Men ebbero molto più successo della Doom Patrol.
In origine il fumetto si sarebbe dovuto intitolare "The Mutants" ma la proposta di Lee fu accolta da un interrogativo: «Chi sa cosa sono i mutanti?». Allora venne scelto "X-Men" la cui caratteristica X venne poi ripresa dai vari gruppi mutanti formatisi successivamente come X-Factor, X-Force, Excalibur ed altri ancora.
Temi centrali del fumetto furono la paura della diversità, l'odio razziale e la discriminazione. Non a caso il primo nemico degli X-Men, Magneto, oltre a essere un mutante è anche un ebreo che ha trascorso alcuni anni della sua infanzia in un campo di concentramento, dove ha visto morire i genitori vittime della discriminazione, che ora colpiscono lui e la sua specie definita dagli scienziati Homo Sapiens Superior. Negli anni il fumetto perse popolarità fin quando non se ne decise il rilancio nel maggio 1975 a opera di Chris Claremont che sfruttando i fondamentali ideati da Stan Lee e dai suoi successori e aggiungendo nuovi elementi come relazioni amorose e approfondimenti psicologici riuscì a far avere un enorme successo alla serie che divenne una delle più vendute della Marvel. Col tempo furono introdotti nuovi personaggi e nuove testate.

### Anni '60: le origini

I cinque X-Men originali. Disegni di Marko Đurđević.

Il primo albo della prima collana dedicata al gruppo, The X-Men (vol. 1), esordì nel settembre 1963 e dal n. 114 (ottobre 1978) cambiò il titolo in Uncanny X-Men. Il primo gruppo di X-Men venne riunito dal Professor X alias Charles Xavier, scienziato e filantropo nonché grande telepate, per essere addestrato nell'uso responsabile dei propri poteri presso la sua tenuta al n. 1407 di Graymalkin Lane a Salem Center, città della Contea di Westchester nello Stato di New York.
Il gruppo era composto da:
- Ciclope, alias Scott "Slim" Summers, era capace d'emettere devastanti raggi ottici che riesce a controllare grazie a un visore al quarzo rubino. Noto per il suo proverbiale sangue freddo e per la sua incredibile capacità tattica venne scelto come leader del gruppo.
- Bestia, alias Henry "Hank" McCoy, dotato di straordinaria agilità e forza fisica nonché di mani e piedi più grandi del normale, nel corso degli anni cambiò fisionomia diventando prima simile a una scimmia a causa di un composto radioattivo volontariamente ingerito per poi acquisire una fisionomia felina grazie alle manipolazioni indotte in lui dalla mutante Sage per salvargli la vita.
- Angelo, alias Warren Worthington III, dotato di vere ali piumate, era il classico playboy a cui la fortuna ha sempre sorriso fino a quando non cadde nelle grinfie del malvagio Apocalisse che ne fece il proprio cavaliere, Morte, e lo dotò di ali metalliche.
- Marvel Girl, alias Jean Grey, unico membro femminile del team, fu dapprima ritenuta solamente una potente telecineta ma le sue doti telepatiche sopraggiunsero successivamente rendendola uno dei più importanti personaggi della serie grazie anche alla fusione con Fenice, entità cosmico-divina.
- Uomo Ghiaccio, alias Robert "Bobby" Drake, capace di trasformare la propria fisiologia in ghiaccio e di manipolare l'umidità dell'aria in modo da congelarla era il membro più giovane e spensierato del gruppo.

In un secondo momento si aggiunsero:
- Changeling, alias Kevin Sydney, ex antagonista e leader dell'organizzazione criminale Fattore Tre. Mutaforma con deboli poteri mentali che prendendo le sembianze di Xavier, all'insaputa degli studenti, sostituisce temporaneamente sul campo il professore alla guida degli X-Men. Morirà in uno scontro e gli X-Men crederanno per un breve periodo di aver perso il loro mentore.
- Havok, alias Alex Summers, in grado di manipolare e rilasciare energia solare. Oltre a essere legato sentimentalmente a Lorna è il fratello minore di Ciclope. Entrato in squadra con la sua amata, ha subito mostrato segni d'insofferenza verso l'autorità fraterna, sfociata parecchie volte in vere e proprie liti.
- Polaris, alias Lorna Dane, dotata di poteri magnetici come Magneto di cui è figlia, entrò dapprima in contatto con gli X-Men durante il proprio salvataggio da un criminale per poi entrare nel gruppo a fianco del fidanzato Alex. Durante il corso degli anni ha mostrato più volte segni d'instabilità mentale scomparsi dopo la sua trasformazione in Cavaliere di Apocalisse.
- Mimo, alias Calvin Rankin, capace di imitare ben cinque poteri contemporaneamente, si presentò agli X-Men inizialmente come nemico per poi far brevemente parte del gruppo.

Lee e Kirby lavorarono sulla serie da loro creata per tre anni introducendo personaggi come Magneto, Scarlet, Quicksilver e Toad appartenenti alla prima Confraternita dei mutanti e la lasciarono nel 1966, sostituiti da Roy Thomas e Werner Roth per pochi anni. Vari autori, tra cui Jim Steranko e Barry Windsor-Smith, si alternarono ai disegni senza che ci fosse uno scrittore regolare fin quando nel 1969 tornò ai testi Roy Thomas con i disegni di Neal Adams grazie al quale le vendite aumentarono ma troppo tardi in quanto la Marvel aveva già deciso di chiudere la serie. La produzione di nuove storie terminò con il n. 66 nel 1969 e la testata continuò ristampando vecchie storie mentre i personaggi come Uomo Ghiaccio, Bestia e Xavier comparivano in altre serie.

### Anni '70: il rilancio e l'era di Claremont
Nonostante riproponesse ristampe di vecchie storie, la testata degli X-Men continuava a vendere bene e i personaggi del gruppo apparivano frequentemente ospiti in serie come Avengers ed Amazing Spider-Man. La Marvel decise quindi nel 1975 di pubblicare un numero speciale intitolato Giant Size X-Men #1 realizzato da Len Wein e Dave Cockrum che rilanciò e approfondì la problematica della diversità, argomento portante della serie fin dagli esordi, rimpiazzando gli adolescenti con un gruppo di mutanti adulti provenienti da diversi luoghi della Terra appartenenti a etnie e culture differenti a differenza dei protagonisti della prima serie che erano comunque plasmati sul tradizionale modello supereroistico americano con caratteristiche tipicamente WASP (il "tipico" bianco anglosassone protestante). Xavier, per salvare il primo gruppo di X-Men prigioniero sull'isola vivente di Krakoa, partì in giro per il mondo a reclutare nuovi mutanti. Dopo la battaglia e il salvataggio quasi tutti i vecchi membri lasciarono la scuola: rimase solo Ciclope, che divenne il leader del nuovo team.

La seconda genesi di X-Men. Copertina di Gil Kane.

I componenti del nuovo gruppo di X-Men, "Tutti nuovi, tutti differenti", come recitava lo strillo sulla copertina dello speciale, erano:
- Banshee, alias Sean Cassidy, irlandese in grado di emettere devastanti onde soniche, nonché agente dell'Interpol e dedito all'alcolismo. Già apparso precedentemente come avversario della prima formazione degli X-Men.
- Colosso, alias Piotr "Peter" Nikolaievitch Rasputin, contadino russo molto forte e con la capacità di trasformare il proprio corpo in acciaio organico e dotato di un animo sensibile ed artistico.
- Nightcrawler, alias Kurt Wagner, agile elfo tedesco dall'aspetto demoniaco con tanto di epidermide bluastra, coda prensile e tre dita a ogni arto, in grado di teletrasportarsi e di aderire alle superfici. (Nella prima edizione italiana il suo nome venne tradotto in Lombrico).
- Sole Ardente, alias Shiro Yoshida, pirocineta giapponese in grado di volare e con un alto senso dell'onore e dell'orgoglio. Anch'egli già apparso negli anni '60 come antagonista della prima formazione.
- Tempesta, alias Ororo Munroe, egiziana in grado di manipolare le condizioni meteorologiche e perciò venerata come una dea nel suo paese d'origine.
- Thunderbird, alias John Proudstar, nativo americano incredibilmente forte, veloce e agile. Il suo personaggio ebbe vita breve a causa della forte rassomiglianza con quello di Wolverine.[14]
- Wolverine, alias "Logan" (nato James Howlett), ex agente governativo canadese dall'oscuro passato, dotato di un eccellente fattore di guarigione, uno scheletro d'adamantio, tre artigli retrattili per mano e sensi super sviluppati. Wolverine era già comparso in Incredible Hulk #180 del 1974, anch'esso scritto da Len Wein, come avversario di Hulk.

Questo speciale ebbe notevole successo e la Marvel decise di smettere di ristampare vecchie storie sulla serie regolare: dal #94 la testata riprese a narrare nuove avventure degli X-Men scritte da Chris Claremont e disegnate da Dave Cockrum, poi sostituito da John Byrne. Il nuovo duo creò alcuni degli archi narrativi più famosi di sempre, come la Saga di Fenice Nera e Giorni di un futuro passato. Nel corso della serie Jean Grey tornò a far parte della squadra, e nel corso di un'avventura spaziale entrò in contatto con l'entità cosmica Fenice venendovi sostituita. Per innovare ulteriormente la serie e appassionare i più giovani Claremont introdusse nuovi personaggi come Shadowcat (inizialmente Sprite/Ariel), alias Kitty Pryde, una giovanissima mutante ebrea capace di rendersi intangibile ed attraversare i corpi solidi, la quale strinse ben presto rapporti sentimentali con Colosso e una solida amicizia con Tempesta e Wolverine, che divennero suoi mentori e genitori surrogati.
Byrne che fu coautore di molte storie abbandonò però la serie nel 1981 perché desideroso di maggiore spazio nella creazione delle storie e divenne scrittore e disegnatore regolare dei Fantastici Quattro.

### Anni '80: il successo di Claremont e il boom di nuove testate
Negli anni ottanta la serie visse il suo periodo d'oro grazie ad artisti come Paul Smith, John Romita Jr., Mark Silvestri, ma soprattutto grazie a Claremont, apprezzato sia dai fan che dalla critica per il suo modo di scrivere, di approfondire la psicologia dei personaggi, di imbastire trame a lunghissimo respiro, e per gli elementi da soap-opera introdotti: parenti scomparsi e ritrovati, amori impossibili e sofferti, tradimenti e intrighi. Fu in questi anni che lo scrittore inglese reintrodusse nel cast personaggi come Magneto (lasciato da Xavier alla guida degli X-Men dopo la sua decisione di partire per lo spazio), diede inizio alla sovraesposizione di Wolverine (utilizzato sempre più spesso dagli autori che ne fecero un personaggio fisso all'interno di quasi tutte le testate mutanti) e mise Tempesta a capo degli X-Men al posto di Ciclope, che per un certo periodo si allontanò dal gruppo.
Ai personaggi già noti se ne aggiunsero in seguito di nuovi, tra cui:
- Dazzler, alias Alison Blaire, cantante in grado di trasformare l'energia del suono in una varietà di effetti luminosi tra cui anche devastanti raggi laser.
- Forge, nativo americano con la capacità di creare qualsiasi invenzione gli venga in mente.
- Gambit, alias Remy LeBeau, cajun con l'abilità di caricare d'energia cinetica qualsiasi tipo d'oggetti, anche se usa prevalentemente carte da gioco per combattere. Durante il corso degli anni ha sviluppato una contrastante relazione sentimentale con Rogue.
- Jubilee, alias Jubilation Lee, adolescente asiatica capace di generare energia esplosiva sotto forma di fuochi d'artificio, divenne per un certo periodo costante compagna d'avventure di Wolverine oltre che sua fidata amica.
- Longshot, profugo da una dimensione governata dalla TV, il cosiddetto Mojoverso, dotato di uno speciale potere in grado di creare uno speciale campo di fortuna e di un'incredibile agilità e destrezza nell'uso delle armi da taglio.
- Magneto, l'ex arcinemico che prese il posto per un periodo di tempo di Xavier alla guida sia di X-Men che dei New Mutants in un percorso di redenzione ormai cominciato da Claremont fin dai primi anni '80.
- Psylocke, alias Elizabeth "Betsy" Braddock, ex modella e agente segreto, telepate e telecineta sorella di Capitan Bretagna, ha sofferto molti traumi tra cui lo scambio di corpo con la ninja giapponese Kwannon e la sua morte e resurrezione per mano dell'altro fratello, Jamie, in grado di alterare la realtà.
- Rachel Summers, figlia di Ciclope e Jean Grey appartenenti al un futuro alternativo di Giorni di un Futuro Passato, ereditando dalla madre i poteri della telepatia e della telecinesi. Dopo aver viaggiato indietro nel tempo è arrivata nell'universo Marvel del presente e per un certo periodo è stata anche l'ospite dell'entità cosmica Fenice, di cui ha adottato il nome.
- Rogue, alias Anna-Marie, ragazza del sud dal passato criminale che possiede la capacità di assorbire la forza vitale, i ricordi e i poteri di un altro individuo tramite un semplice contatto epidermico.

Spinta dal successo di Uncanny X-Men, la Marvel produsse nuove serie con protagonisti personaggi mutanti, sotto la supervisione di Claremont. Alcune erano miniserie, ad esempio Wolverine (1982), Magik (1983), Kitty Pryde & Wolverine (1984), tutte composte da 4 numeri e scritte da Claremont; esse erano strettamente connesse con la serie principale, Uncanny X-Men. Altre testate regolari nacquero a causa di avvenimenti interni alla serie principale, come la presunta morte degli X-Men nello spazio, che spinse Xavier a cercare nuovi studenti adolescenti, le cui avventure furono raccontate in New Mutants del 1983, scritta da Claremont. Il gruppo dei cinque X-Men originali si riunì nella serie regolare X-Factor, del 1986, scritta inizialmente da Bob Layton, poi da Louise Simonson. In seguito, la scomparsa degli X-Men in Texas indusse alcuni membri rimasti indietro (Nightcrawler, Kitty Pryde e Rachel Summers) a fondare Excalibur, gruppo avente base nel Regno Unito, formato da essi e da altri mutanti, le cui avventure furono raccontate ancora da Claremont, per i disegni di Alan Davis, sulla serie regolare omonima del 1988. Sfruttando le connessioni tra le varie serie, Claremont, conosciuto per le sue trame di lungo respiro, produsse ogni anno grandi crossover (detti anche X-Over con richiamo alla X del titolo delle serie) fra le testate, fra cui Massacro mutante (1986), La caduta dei mutanti (1988) e Inferno (1988-1989), che ripresero alcune sotto-trame costruite dallo stesso scrittore inglese nei vari anni all'interno delle testate da lui gestite, mostrandone gli effetti. Nel termine de La caduta dei mutanti, gli X-Men apparentemente morirono in diretta TV e riapparvero in Australia dove rimasero per un periodo molto travagliato, a volte definito "era di morte e distruzione". Nel 1989 la pubblicazione della testata divenne bimestrale permettendo a Claremont di scrivere trame parallele che coinvolgevano un gran numero di X-Men. Al termine degli anni ottanta il rilancio degli X-Men si era rivelato un'operazione perfettamente riuscita e il fumetto era divenuto un blockbuster costantemente in cima alle classifiche di vendita.

### Anni '90
Claremont portò avanti le proprie trame all'inizio del nuovo decennio, orchestrando il crossover Programma Extinzione, con cui portò a termine un lungo arco narrativo legato all'isola di Genosha, da lui inventata. Nel 1991, però, a causa di divergenze artistico/creative con l'editor Bob Harras, che era spesso intervenuto per modificare trame di alcune storie e/o d'intere saghe, Claremont abbandonò gli X-Men, dopo 16 anni di gestione senza interruzioni. Tirò le fila delle proprie serie nella Saga dell'isola Muir e scrisse i primi 3 numeri della nuova testata X-Men, il cui primo numero detiene il record per il maggior numero di copie vendute di un singolo albo. Claremont dovette lasciare alcune sottotrame aperte, e nel XXI secolo scrisse una nuova serie, X-Men Forever, scollegata da tutte le altre serie contemporanee, in cui portava avanti la storia degli X-Men dal punto in cui la aveva lasciata nel 1991.
In contemporanea con il lancio della nuova testata, X-Men, venne rinnovata X-Factor, affidata a Peter David, che ne rese protagonista un nuovo gruppo capitanato da Havok; i cinque membri originali rientrarono negli X-Men. Avvenne dunque la divisione degli X-Men in due squadre distinte, che sarebbero state protagoniste delle due serie principali.
Il Gold Team, o Squadra Oro, protagonista di Uncanny X-Men, era composto da:
- Tempesta, leader della squadra.
- Alfiere
- Colosso
- Jean Grey
- Arcangelo
- Uomo Ghiaccio

Il Blue Team, o Squadra Blu, protagonista di X-Men, era composto da:
- Ciclope, leader della squadra.
- Rogue
- Gambit
- Psylocke
- Bestia
- Wolverine

Mentre le due squadre si occupavano delle minacce sul campo, Xavier, Jubilee, Banshee e Forge rimanevano alla base a gestire le operazioni e coordinare le missioni. A guidare le due serie arrivarono lo scrittore Fabian Nicieza e il disegnatore Jim Lee insieme al collega Whilce Portacio. Nel 1992 Lee e Portacio lasciarono la Marvel per fondare la Image Comics e Uncanny X-Men fu affidata a Scott Lobdell (testi) e Joe Madureira (disegni) mentre X-Men rimase nelle mani di Nicieza coadiuvato dal disegnatore Andy Kubert. Nel 1995 Nicieza lasciò la testata, mentre Lobdell assunse il ruolo di scrittore regolare delle due serie fino al 1997, quando venne sostituito da Steven T. Seagle e Joe Kelly, a cui succedette nel 1999 Alan Davis. Negli anni in cui Davis scriveva su entrambe le testate Uncanny X-Men e X-Men queste funzionarono come un unico fumetto bi-settimanale nei quali spesso un'unica storia proseguiva da una testata all'altra. Durante la gestione Lobdell gli X-Men continuarono a incrementare le vendite e spessissimo venivano lanciate nuove miniserie. Si unirono inoltre al team Cannonball (durante una pausa dalla sua permanenza dal gruppo di X-Force) ed altri personaggi creati per l'occasione, molti dei quali presto dimenticati, come la dottoressa Cecilia Reyes, Joseph clone di Magneto, la morlock Marrow e il bizzarro Maggott. Molti crossover furono prodotti nel corso del decennio: Execuzione (1992-1993), Attrazioni fatali (1993), Phalanx (1994), L'era di Apocalisse (1995), Onslaught (1996) e Operazione: Zero Tolerance (1997).

### Anni 2000
All'inizio del nuovo millennio, molti autori si susseguirono sulle testate principali, ognuno con un approccio differente: furono lanciate diverse miniserie di scarso successo oltre che particolari eventi che avrebbero dovuto riportare l'antico splendore, spesso senza il successo sperato. Fu quindi deciso un nuovo rilancio delle testate legate agli X-Men in occasione del ritorno di Claremont. L'evento Revolution coinvolse tutte le testate mutanti e fu caratterizzato da un salto narrativo di sei mesi, in modo da permettere allo scrittore di ripartire da zero sulle due serie principali, potendo spiegare poi in seguito che cosa era successo nei sei mesi che non erano stati raccontati. Claremont abbandonò molti dei mutanti che erano stati protagonisti negli ultimi anni, preferendo dedicarsi ai personaggi da lui creati, creandone poi di nuovi come Sage e Thunderbird III. Claremont però si attardò nello spiegare i fatti intercorsi nei sei mesi non raccontati e si ritrovò poi costretto a modificare i suoi piani originari, perché gli fu imposto di riunire i due team in modo da rendere accessibile la serie a chi avesse voluto avvicinarvisi dopo aver visto il film uscito nel 2000. Inoltre dovette dedicare alcuni numeri di entrambe le serie al tie-in di un nuovo crossover, Maximum Security, perdendo di fatto la possibilità di seguire il suo programma originario.
Il nuovo editore-capo Joe Quesada chiuse molte serie e ne lanciò di nuove tra cui Weapon X, Exiles e X-Statix proponendo a Claremont di scegliere se scrivere una sola delle due serie principali adattando le sue trame a quelle dell'altro autore o di gestire una nuova testata portando alcuni X-Men lontano dallo Xavier Institute: scelse la seconda opzione e nacque così X-Treme X-Men disegnata inizialmente da Salvador Larroca e poi da Igor Kordey. Uncanny X-Men fu affidata a Joe Casey mentre X-Men, rinominata New X-Men, a Grant Morrison e disegnata da Frank Quitely e vari altri artisti. In questo periodo ci furono nuovi sconvolgimenti nella composizione dei gruppi con l'introduzione di Lifeguard e del fratello Slipstream nella serie di Claremont, Stacy X, Northstar, Fenomeno e Husk entrarono a far parte della squadra di Nightcrawler e Arcangelo sulla testata guidata da Casey, Emma Frost e Xorn furono le uniche aggiunte che Morrison fece al suo ridotto cast di storici personaggi. Casey venne presto sostituito alla guida di Uncanny X-Men da Chuck Austen che enfatizzò soprattutto le sotto-trame romantiche. New X-Men di Morrison ebbe un'enorme risposta di pubblico grazie alle trame provocatorie e fuori dagli schemi tradizionali. Anche X-Treme X-Men di Claremont vendeva molto bene grazie alla fama dello scrittore e alle trame più approfondite e tradizionali. Morrison introdusse alcune fondamentali modifiche, come l'abbandono dei costumi tradizionali in favore di uniformi in kevlar dallo stampo quasi militaresco per dare un tono più realistico alle serie. Inoltre la trama prese una piega inedita: si scoprì che il genere umano era destinato a estinguersi nel corso di qualche decennio per lasciare spazio alla sempre più crescente popolazione mutante. Morrison ideò una nuova minaccia per i mutanti: Cassandra Nova, malvagia sorella del Professor X che si scoprì essere anch'essa una mutante. Ella uccise con dei nuovi tipi di Sentinelle quasi tutta la popolazione dell'isola di Genosha (circa 16 milioni di mutanti). La scuola venne aperta a tutti i mutanti che desiderano entrarvi e varie X-Corporation vengono istituite in giro per il mondo in modo da assistere la popolazione mutante bisognosa d'aiuto. Lo Xavier Institute diviene ufficialmente un luogo di formazione didattica pieno di giovani dotati dei poteri più disparati fornendo una cornice per la seconda serie di New Mutants lanciata nel 2003, scritta dai coniugi Nunzio DeFilippis e Christina Weir con protagonisti i nuovi studenti dell'istituto e alcuni degli ex membri dei primi Nuovi Mutanti come Danielle Moonstar, Karma e Wolfsbane ora insegnanti.
Nel 2001 esordì la serie Ultimate X-Men in cui vennero narrate le vicende di giovani adolescenti mutanti come Jean Grey, Ciclope, Tempesta, Bestia e Uomo Ghiaccio all'interno del cosiddetto Universo Ultimate, progetto editoriale dove vennero riscritte le storie dei principali personaggi Marvel. Affiancatasi a Ultimate Spider-Man e Ultimates la serie inizialmente scritta da Mark Millar e disegnata dai fratelli Andy e Adam Kubert fu subito un grande successo e propose rivisitazioni di saghe, avvenimenti e characters classici sotto la luce del nuovo millennio.
L'iniziativa ReLoad prese il via con l'abbandono della Marvel da parte di Morrison e aprì un nuovo periodo per gli X-Men. Lo scrittore di Glasgow concluse il suo lavoro su New X-Men con il ritorno di Magneto, poi ucciso da Wolverine, la morte di Jean Grey tornata a essere Fenice e la distruzione di New York e della stessa Scuola per Giovani Dotati di Xavier. L'editor Quesada decise quindi che era giunto il momento di un nuovo rilancio per le serie colpevoli di non vendere quanto avrebbero dovuto e ciò corrispose a un cambio dei team creativi e a una riorganizzazione delle serie e delle squadre. X-Treme X-Men chiuse i battenti e Claremont tornò su Uncanny X-Men affiancato dal disegnatore Alan Davis, Austen assieme a Larroca passò su New X-Men che poi tornò a chiamarsi X-Men per venire poi sostituito dal britannico Peter Milligan nel 2005; nacque poi la testata Astonishing X-Men scritta da Joss Whedon e disegnata da John Cassaday. A differenza di com'era avvenuto nel corso degli anni novanta le tre serie furono totalmente indipendenti l'una dall'altra e ciò portò spesso a incongruenze e contraddizioni. Grazie poi al grande successo di Wolverine gli autori cominciarono a farlo diventare una presenza fissa all'interno di più serie contemporaneamente divenendo membro di tutte le squadre e poi anche dei Nuovi Vendicatori formatisi dopo gli eventi della saga Vendicatori divisi. L'unico autore a non allinearsi al nuovo corso fu Claremont che lo escluse dalle sue trame. Il ReLoad fornì l'occasione per rilanciare alcune serie in crisi come New Mutants rinominata New X-Men: Academy X con protagonisti alcuni studenti della scuola oppure per inserire nel mercato spin-off come District X o anche per utilizzare vecchi titoli di testate come nel caso dell'effimera Excalibur.
House of M, crossover estivo del 2005 scritto da Brian Michael Bendis e disegnato da Olivier Coipel, costrinse Claremont ad abbandonare i suoi propositi quando Excalibur venne utilizzata come prequel per la saga dove Scarlet, figlia di Magneto, crea un mondo in cui la specie mutante domina sugli umani. Dopo un drammatico epilogo in cui tutti gli eroi Marvel si rivoltano contro la Casata di M, il crossover si conclude con la distruzione dell'illusione operata da Scarlet e la frase «Basta mutanti» da lei pronunciata che porta direttamente al nuovo rilancio dell'universo mutante. Il volere di Scarlet fa sì che quasi tutta la popolazione mutante perda il gene-X dal proprio DNA col risultato che al mondo rimangono solo 198 mutanti (saga della Decimazione). La riduzione del numero dei mutanti fu necessaria a causa della saturazione di personaggi all'interno delle varie testate che aveva portato gli autori a creare nuovi personaggi per poi abbandonarli dimenticati dopo poco tempo non sapendo più cosa farne. Fortemente voluta dall'editor Quesada servì anche a riportare i mutanti allo status di reietti, temuti, discriminati ed emarginati dalla nuovamente dominante specie umana. Uno dei personaggi più importanti a perdere l'uso dei propri poteri fu Xavier che scomparve oltre a coloro che erano legati a Scarlet come Magneto, il fratello Quicksilver e la sorellastra Polaris. Molte serie mutanti vennero chiuse mentre altre rilanciate come la nuova X-Factor sceneggiata da Peter David con protagonista l'Uomo Multiplo e New Excalibur di Chris Claremont con protagonisti Capitan Bretagna, Sage e un nuovo team residente a Londra. Vennero inoltre pubblicate alcune miniserie come Generation M che raccontava attraverso gli occhi della giornalista Sally Floyd il destino dei mutanti che persero i poteri e X-Men: The 198 che raccontava le vicende dei pochi mutanti rimasti confinati dal governo all'interno della proprietà dello Xavier Institute.
Nel 2006 fu pubblicata Genesi letale per i trent'anni di Giant Size X-Men. La serie di sei numeri segnò il ritorno di Xavier e svelò come egli, prima del gruppo presentato in Giant Size X-Men #1, ne avesse assemblato un altro che però aveva fallito nel tentativo di salvare i primi X-Men intrappolati su Krakoa. Si cercò anche di rilanciare la serie New X-Men: Academy X rinominata solo New X-Men affidandola agli sceneggiatori Chris Yost e Craig Kyle che decisero di abbandonare le tematiche adolescenziali per spostare l'attenzione sulla drammaticità degli eventi della decimazione. Sempre nel 2006 il crossover Civil War scritto da Mark Millar e disegnato da Steve McNiven coinvolse l'intero universo Marvel riprendendo una tematica che per anni era stata affrontata principalmente nelle testate mutanti, ovvero la registrazione di esseri con superpoteri. Dopo il catastrofico incidente di Stamford nacquero due fazioni all'interno della comunità di super-umani, una pro-registrazione guidata da Iron Man e una contraria capeggiata da Capitan America. Fin dall'inizio gli X-Men si dichiarano neutrali anche se in segreto gli animi dei mutanti sono contrari alla registrazione. Durante la saga l'importanza data alle testate mutanti è abbastanza scarsa e quasi tutte ne rimangono estranee. Esce soltanto una miniserie di quattro numeri intitolata Civil War: X-Men che è essenzialmente il seguito della mini X-Men: The 198 e sceneggiata da David Hine: si narra di come alcuni membri di X-Force cerchino di far fuggire i 198 dallo Xavier Institute provocando le ire di O*N*E e delle Sentinelle a guardia della scuola e costringendo Alfiere a chiedere aiuto ai militari. Al termine della mini tutti i mutanti sopravvissuti allo M-Day evadono dallo Xavier Institute e fanno perdere le loro tracce. L'unico evento importante per il mondo mutante che si registra all'interno di Civil War è il matrimonio di Tempesta con Pantera Nera che a detta degli editor americani era funzionale ad attirare l'attenzione del pubblico femminile e di quello afroamericano e ad apportare notevoli cambiamenti nella vita della mutante che lascia gli X-Men per rimanere in Wakanda al fianco del marito e successivamente si unisce ai Fantastici Quattro dopo che Sue Storm e Reed Richards lasciano temporaneamente il gruppo per discutere della loro relazione ed appianare le divergenze coniugali.
Successivamente vennero rinnovati i team creativi: su X-Men, Milligan venne sostituito da Mike Carey mentre su Uncanny X-Men Chris Claremont venne sostituito da Ed Brubaker. Claremont per problemi di salute non poté portare a termine i suoi ultimi cicli narrativi su Uncanny X-Men, sulla resurrezione di Psylocke, che vennero terminati da Tony Bedard prima dell'arrivo di Brubaker; fu inoltre sostituito da Frank Tieri su New Excalibur. Su Astonishing X-Men, dopo un'interruzione riprese l'arco narrativo sceneggiato da Joss Whedon e disegnato da John Cassaday, avente lo stesso team dei primi dodici numeri con la sola aggiunta di Corazza e di Lockheed. Dopo altri dodici numeri e uno speciale Giant Size Astonishing X-Men i due autori lasciarono la serie che venne quindi affidata a Warren Ellis e Simone Bianchi. Il cast rimase pressoché invariato tranne per l'uscita di scena di Shadowcat e Colosso in favore dell'entrata di Tempesta.
Messiah Complex del 2008 è il primo crossover che intreccia le principali testate mutanti dopo Onslaught del 1996. Composto da tredici numeri preceduti da un prologo, "Specie in estinzione", consistente in storie brevi con protagonista Bestia pubblicate in appendice a tutte le testate mutanti. Il crossover venne sceneggiato dagli autori di tutte le serie e ebbe inizio con la nascita del primo nuovo mutante dopo l'M-Day, una bambina. Proseguì con la battaglia per il suo possesso tra le varie squadre di X-Men, i Marauders di Sinistro e i Purificatori. Al termine di una lunga battaglia Cable portò la bambina, Hope, nel futuro; le loro avventure proseguirono nella nuova testata di Cable scritta da Duane Swierczynski e disegnata da Ariel Olivetti. Durante la battaglia si verifica inoltre l'accidentale morte di Xavier per mano di Alfiere che porta allo scioglimento degli X-Men e alla ristrutturazione delle testate: X-Men cambiò titolo in X-Men: Legacy rimanendo sempre nelle mani di Carey affiancato dal disegnatore Scott Eaton, New X-Men venne sostituita da Young X-Men sceneggiata da Marc Guggenheim e disegnata da Yanick Paquette, con protagonista una nuova generazione di mutanti, mentre Craig Kyle e Christopher Yost si spostarono sulla nuova X-Force nata durante il crossover. X-Factor continuò, scritta da Peter David e disegnata da Valentine De Landro. Questa nuova rivoluzione all'interno delle testate e le modifiche ai team mutanti fu accompagnata dal logo di una "X" frammentata e dalla scritta "Divisi resistiamo" (Divided We Stand) e parallelamente venne anche pubblicata una miniserie omonima che si focalizzava sulle reazioni di alcuni personaggi minori alla crisi degli X-Men.
In occasione del #500 della testata Uncanny X-Men, Ed Brubaker narrò, nel corso dell'evento Manifest Destiny, come si riformarono gli X-Men, collocando la loro nuova base nella tollerante San Francisco dove gli X-Men non venivano più considerati come criminali e degenerati da parte della popolazione e il gruppo poté nuovamente mostrarsi in pubblico. Brubaker abbandonò poi gradualmente la serie rimanendo per un certo periodo coautore per poi passarla nelle mani di Matt Fraction, coi disegnatori Grag Land e Terry Dodson. Mentre le vicende di X-Force e Cable s'intrecciavano in Messiah War, gli X-Men di Fraction vennero coinvolti nell'evento Dark Reign con il crossover Utopia con i Dark Avengers, al termine del quale si trasferiscono fuori dalla giurisdizione americana in un isolotto artificiale, Utopia, poco fuori dalla Baia di San Francisco. Nello stesso periodo è da notare la chiusura di Young X-Men dopo soli dodici numeri a causa delle scarse vendite, e la decisione della Marvel di lanciare sul mercato, utilizzando come prologo la miniserie X-Infernus, la terza serie di New Mutants sceneggiata da Zeb Wells e disegnata inizialmente da Diogenes Neves. Su X-Men Legacy Rogue prese il posto di Xavier come protagonista, sempre per i testi di Mike Carey.
Al termine del 2009 sulle pagine di Uncanny X-Men durante l'arco narrativo Nazione X si assiste al ritorno di Magneto nuovamente in possesso dei suoi poteri, su X-Men: Legacy il ritorno alla vita di Emplate e la successiva lotta con Rogue che segna il debutto del nuovo disegnatore Daniel Acuña mentre il ritorno in scena di un'ormai adulta Layla Miller fra le file di X-Factor fa da sfondo alla nuova numerazione del titolo che raggiunge così il n. 200. Utilizzando alcune sotto-trame sviluppate nel corso degli anni gli autori di X-Force Craig Kyle e Christopher Yost hanno dato vita all'arco narrativo crossover Necrosha in cui Selene stabilitasi a Genosha dà il via alla sua ascesa alla divinità con l'aiuto di alcuni fedeli seguaci contro gli X-Men e chiunque le abbia arrecato un torto in passato. Importanti tie-in sono pubblicati su X-Men: Legacy dove fa il suo debutto il nuovo disegnatore Clay Mann dipingendo la trasferta di Rogue impegnata a respingere le avances di Magneto e della sua squadra all'isola Muir per investigare sul ritorno di Proteus; su New Mutants il ritorno dallo spazio di Warlock e la resurrezione di Cypher mettono a soqquadro la vita della squadra di Cannonball portandoli a scontrarsi con vecchi nemici quali i Satiri di Emma Frost, prima che Warlock utilizzi la Spada di Magik per esorcizzare il ragazzo facendolo tornare in sé.

### Anni 2010
Dopo anni con scarse interazioni con il resto dei personaggi Marvel (con l'eccezione del crossover Utopia), dopo il crossover Secondo avvento gli X-Men vennero gradualmente reintegrati nella continuity di Terra 616 con iniziative editoriali come MMXI - The Year of the X-Men del 2011, il coinvolgimento nell'Età degli Eroi post Dark Reign di Norman Osborn, che li aveva costretti ad abbandonare il suolo americano per rifugiarsi sulla neo-isola di Utopia, e la pubblicazione della testata X-Men ideata con lo scopo di affiancare a rotazione al gruppo mutante alleati come l'Uomo Ragno o i Fantastici Quattro nell'ormai consolidata formula team-up.
Secondo avvento del 2010, sceneggiato dagli autori di tutte le serie, è un crossover in tredici parti che narra la conclusione degli sforzi di Cable per salvare Hope da Alfiere e riportarla nel presente fra gli X-Men in modo da salvare dall'estinzione tutti i mutanti. Al termine dell'evento gli X-Men registrano la nascita di cinque nuovi mutanti confermando così la teoria secondo cui la ragazza sarebbe stata la loro salvatrice. Utilizzando il crossover come spartiacque la Marvel ha apportato alcune modifiche alla formazione delle testate, cancellando Cable, Wolverine, Wolverine: Origins, Wolverine: Weapon X ed X-Force, e dando il via a nuove testate quali: Uncanny X-Force sceneggiata da Rick Remender per i disegni di Jerome Opeña; X-Men sceneggiata da Victor Gischler per i disegni di Paco Medina; Daken: Dark Wolverine inizialmente sceneggiata da Daniel Way e Marjorie Liu e poi da Rob Williams per i disegni di Giuseppe Camuncoli; Namor: The First Mutant di Stuart Moore (testi) e Ariel Olivetti (disegni); Wolverine sceneggiata da Jason Aaron e disegnata da Renato Guedes; Wolverine: The Best There Is di Charlie Huston (testi) e Juan Jose Ryp (disegni); X-23 di Marjorie Liu (testi) e Will Conrad (disegni) e Generation Hope di Kieron Gillen (testi) e Salvador Espin (disegni).
Per quanto riguarda le altre testate, al termine dell'arco narrativo "The Five Lights" su Uncanny X-Men lo scrittore Kieron Gillen affianca Matt Fraction prima di sostituirlo definitivamente mantenendo Greg Land e Terry Dodson come disegnatori; X-Factor al termine del tie-in con Secondo avvento è disegnata da Emanuela Lupacchino che si alterna con Valentine De Landro sempre per i testi di Peter David; X-Men Legacy e New Mutants mantengono i loro assetti con Mike Carey e Zeb Wells come sceneggiatori e accogliendo Clay Mann e Leonard Kirk nei ruoli di disegnatori regolari.
L'evento Scisma del 2011 segna la fine dell'amicizia e collaborazione fra Ciclope e Wolverine e con il successivo arco narrativo crossover Regenesis si delineano le fazioni: mentre Ciclope si arrocca su Utopia rimanendo convinto di salvare i mutanti schierando sul campo di battaglia anche i più giovani fra loro, Wolverine decide di aprire a Westchester la Jean Grey School for Higher Learning dove insegnare agli studenti la coesistenza con gli umani. Sfruttando l'evento, la Marvel riallineò le testate del franchise fra i due schieramenti modificando anche i team creativi. Per l'occasione Uncanny X-Men venne chiusa con il #544 (ottobre 2011) per ripartire con il #1 ad opera di Kieron Gillen (testi) con Carlos Pacheco e Greg Land (disegni); New Mutants a partire dal n. 25 venne sceneggiata da Dan Abnett e Andy Lanning con le matite di David Lopez, dopo essersi intrecciata nel crossover Age of X con X-Men Legacy, sceneggiata fino al n. 260 da Mike Carey e passata poi nelle mani di Christos Gage (testi) e David Baldeon (disegni); X-Men di Victor Gischler continuò la formula team up con un cast più stabile e ristretto, mentre Generation Hope dal n. 13 venne sceneggiata da James Asmus e disegnata da Ibraim Roberson con trame più adolescenziali. Novità fu la testata Wolverine and the X-Men incentrata sul ruolo di preside e insegnante di Wolverine, gestita da Jason Aaron (testi) con Chris Bachalo e Nick Bradshaw (disegni); Uncanny X-Force rimase gestita da Rick Remender con vari disegnatori; al timone di X-Factor rimase Peter David con Leonard Kirk ai disegni, la testata vedrà il ritorno di Havok e Polaris sempre rimanendo ai margini del franchise. In ultimo dopo numerosi cambi di team creativi su Astonishing X-Men a partire dal n. 48 arrivarono Marjorie Liu (testi) e Mike Perkins (disegni). A causa delle scarse vendite, X-23, Daken: Dark Wolverine, Generation Hope e Wolverine: The Best There Is chiusero i battenti lasciando il posto a Age of Apocalypse di David Lapham e Roberto De La Torre, spin-off dell'arco narrativo Angelo Nero di Uncanny X-Force. Per quanto riguarda la linea Ultimate, Nick Spencer (testi) con Paco Medina e Carlo Barberi (disegni) formano il team creativo per il rilancio dei mutanti in Ultimate Comics: X-Men.
L'evento Avengers vs. X-Men del 2012 riportò in scena la Fenice nel suo viaggio di avvicinamento alla Terra per reclamare il suo avatar Hope Summers e mostrò l'inevitabile guerra fra i due super gruppi per il controllo della ragazza, che si teme possa essere corrotta dal potere della Fenice, con conseguenze catastrofiche per il pianeta. Il conflitto causò perdite da entrambe le parti, la più notevole delle quali è quella di Charles Xavier, ucciso da Scott Summers, il quale era sotto il controllo della Fenice. Sceneggiato dai cinque "Marvel Architects" (Bendis, Fraction, Brubaker, Hickman, Aaron) con la collaborazione di un trio di disegnatori, l'evento fu usato come spartiacque fra l'assenza di mutanti generata dall'incantesimo di Scarlet e la loro ricomparsa grazie alla Fenice, dando così modo alla dirigenza Marvel di aprire una nuova fase per lo sviluppo dei personaggi affidandosi a cambi di team creativi. Sotto il rilancio Marvel NOW! le testate di tutto il Marvel Universe vennero rilanciate o cancellate: Brian Michael Bendis lanciò All-New X-Men con Stuart Immonen e David Marquez (disegni), che si focalizzava sull'arrivo nel presente dei cinque X-Men originali a opera di Bestia, e rilanciò Uncanny X-Men con Chris Bachalo (disegni), dedicandola a un gruppo di mutanti fuorilegge guidato da Ciclope (il secondo volume, sceneggiato da Gillen, era stato chiuso alla fine di AvX, dopo 20 numeri); X-Men: Legacy passò nelle mani di Simon Spurrier (testi) e Tan Eng Huat (disegni) che posero al centro delle trame Legione, figlio di Xavier, alla ricerca di un posto nella società mutante. L'abbandono di Remender di Uncanny X-Force portò al rilancio del titolo ad opera di Sam Humphries (testi) e Ron Garney (disegni) con una squadra guidata da Psylocke, e alla creazione di Cable and X-Force di Dennis Hopeless (testi) e Salvador Larroca (disegni) in cui Cable e i suoi alleati erano ricercati dalle autorità perché ritenuti terroristi. X-Treme X-Men, Age of Apocalypse e Astonishing X-Men s'intrecciarono in un crossover che si concluse con la chiusura dei primi due, mentre il terzo continuò a essere sceneggiato da Marjorie Liu affiancata da vari artisti. Delle altre testate, New Mutants chiuse mentre sia Wolverine and the X-Men che X-Factor non vennero rilanciate ma rimasero sceneggiate rispettivamente da Aaron e David. Ultima ad essere rinnovata fu X-Men che per la prima volta propose un cast interamente femminile, con i testi di Brian Wood per i disegni di Olivier Coipel.
Per le testate secondarie, invece, Wolverine venne affidata a Paul Cornell (testi) e Alan Davis (disegni) e affiancata da Savage Wolverine. di Frank Cho (testi e disegni). Gambit di James Asmus (testi) e Clay Mann (disegni) continuò la narrazione in solitaria delle avventure del ladro gentiluomo; Deadpool venne rilanciato con un cambio di team creativo, con l'arrivo di Brian Posehn e Gerry Duggan (testi) con Tony Moore (disegni). Benché non letteralmente una testata mutante, Uncanny Avengers di Remender, John Cassaday e Daniel Acuña (disegni) fu il primo titolo a essere pubblicato targato NOW! in cui Vendicatori e X-Men facevano squadra contro le minacce all'umanità per dimostrare che il sogno di Xavier era ancora possibile. Ultimate Comics: X-Men continuò a rimanere sceneggiata da Wood per i disegni di vari artisti.
Marvel NOW! terminò nel 2015 con l'evento Secret Wars; tutte le testate chiusero e furono rimpiazzate da miniserie facenti parte del crossover, le quali spesso erano omaggi a saghe del passato. Dopo la fine del crossover iniziò il rilancio chiamato All New All Different Marvel. La nuova testata "ammiraglia" fu Extraordinary X-Men, con un gruppo di X-Men storici riuniti. Essa era affiancata da All-New X-Men vol. 2. Dopo 20 numeri entrambe le testate chiusero, a causa dell'evento Inhumans vs X-Men del 2017 che, descrivendo il conflitto tra la famiglia reale inumana e gli X-Men, portò alla nascita di due nuove serie: X-Men Gold e X-Men Blue. La prima prese il posto di Extraordinary X-Men, narrando di una squadra composta da Kitty Pryde, Tempesta, Colosso, Nightcrawler e altri. La seconda seguì All-New X-Men: i protagonisti erano ancora gli X-Men originali con qualche nuova aggiunta. Venne poi lanciato Astonishing X-Men, testata che segnò il ritorno di Charles Xavier. In seguito si aggiunse X-Men Red, maxiserie di 11 numeri sceneggiata da Tom Taylor nella quale Jean Grey (risorta nella miniserie "La Resurrezione di Fenice") assemblava una squadra per combattere Cassandra Nova. 
Tutte queste testate chiusero in seguito all'evento Extermination, al termine del quale gli X-Men originali protagonisti di X-Men Blue uscirono di scena. A gennaio 2019 venne rilanciata la serie storica Uncanny X-Men, sceneggiata da Matthew Rosenberg, Kelly Thompson e Ed Brisson. Dagli eventi del numero 10 nacquero 6 miniserie che formavano la saga "Age of X-Man". La serie principale andò avanti per 22 numeri prima di essere chiusa insieme a tutte le altre serie mutanti per fare spazio a "House of X" e "Powers of X", le due miniserie che segnarono l'arrivo di Jonathan Hickman agli X-Men e il rilancio da lui progettato, nel quale Charles Xavier riunì quasi tutti i mutanti della Terra sull'isola di Krakoa, formando una nuova superpotenza economica mondiale, grazie soprattutto ai fiori di Krakoa, dotati di capacità curative riguardo a malattie precedentemente incurabili, e capaci anche di creare portali che permettono ai mutanti di spostarsi in ogni punto dove si trovi un portale. Alla conclusione di "HoX" e "PoX" furono lanciate nuove testate in diversi blocchi: una nuova X-Men scritta da Hickman, Marauders, Excalibur, New Mutants, X-Force e Fallen Angels (miniserie) formarono il primo blocco. In seguito nacquero Wolverine, Hellions, X-Factor, Cable.

## Pubblicazioni

### In lingua originale (USA)
Le principali testate in cui compaiono gli X-Men sono le seguenti:
- Uncanny X-Men (vol. 1): 1963-2016, 600 numeri. Fino al numero 142 era intitolata semplicemente The X-Men, mentre i numeri dal 67 al 93 contenevano solo ristampe di numeri precedenti
- Uncanny X-Men (vol. 2): gennaio 2012-dicembre 2012, 20 numeri
- Uncanny X-Men (vol. 3): 2013-2015, 35 numeri
- Uncanny X-Men (vol. 4): 2016-2017, 19 numeri
- Uncanny X-Men (vol. 5): 2019, 22 numeri
- X-Men (vol. 2); 1991-2014, 300 numeri. Dal numero 114 al 156 fu intitolata New X-Men per poi tornare al titolo originale fino al suo rilancio con il titolo X-Men: Legacy dal numero 208 al 275. Venne poi pubblicata X-Men: Legacy (vol. 2) dal 2013 al 2014 che fece ripartire la serie dal numero 1 fino a quando, in occasione del numero 300, riprese la numerazione originale; numero che segnò anche la conclusione della serie.
- X-Men (vol. 3); 2010-2013, 42 numeri
- X-Men (vol. 4); 2013-2014, 26 numeri
- X-Men (vol. 5); 2019-2021, 21 numeri
- X-Men (vol. 6); 2021-
- X-Treme X-Men (vol. 1); 2001-2004, 46 numeri
- X-Treme X-Men (vol. 2); 2012-2013, 14 numeri
- Astonishing X-Men (vol. 1); 2004-2013, 68 numeri
- Astonishing X-Men (vol. 2); 2017-2019, 17 numeri
- All New X-Men (vol. 1); 2013-2015, 41 numeri
- All New X-Men (vol. 2); 2016-2017, 19 numeri
- Amazing X-Men; 2014-2015, 19 numeri
- Extraordinary X-Men; 2016-2017, 20 numeri
- X-Men: Blue; 2017-2019, 36 numeri
- X-Men: Gold; 2017-2019, 36 numeri
- X-Men: Red; 2018-2019, 11 numeri

Nel corso degli anni molti personaggi nati nelle testate principali se ne sono guadagnati una personale che, in quasi tutti i casi (eccezion fatta per quella dedicata a Wolverine), è rimasta in vita per dodici o ventiquattro numeri per poi chiudere. Inoltre, sono nate molte testate dedicate a gruppi derivati dagli X-Men, come New Mutants, Excalibur, X-Force, X-Factor, Generation X.
Oltre a queste, esisteva anche Ultimate X-Men appartenente all'universo Ultimate (versione alternativa del Marvel Universe ufficiale) che a seguito dell'evento Ultimatum, utilizzato per rilanciare le collane in esso ambientate, viene cancellata subito dopo l'uscita del n. 100 e dell'albo fuori collana Ultimate X-Men: Requiem per essere sostituita dalla miniserie bimestrale di cinque numeri Ultimate Comics: X a partire da febbraio 2010. Scritta da Jeph Loeb e disegnata da Art Adams, vede come protagonisti alcuni dei mutanti sopravvissuti all'apocalisse scatenata da Magneto ora in fuga dal governo statunitense. Al termine del crossover La morte di Spiderman e della ristrutturazione dell'universo Ultimate viene pubblicata la nuova testata Ultimate Comics: X-Men, sceneggiata da Nick Spencer per le matite di Paco Medina poi passata nelle mani di Brian Wood con la collaborazione di numerosi artisti. Questa chiude i battenti con il n. 33 (ottobre 2013) poco prima del crossover Cataclysm, che dà vita a una miniserie tie-in di tre numeri Cataclysm: Ultimate X-Men a opera di Joshua Hale Fialkov (testi) e Alvaro Martinez (disegni).

### In lingua italiana
La serie venne inizialmente pubblicata durante gli anni '70 in appendice a Capitan America e all'Uomo Ragno editi dell'Editoriale Corno. All'inizio degli anni 1990 la Star Comics iniziò a pubblicare Gli Incredibili X-Men dedicata esclusivamente al gruppo mutante. Con la nascita nel 1994 di Marvel Italia la testata comincia ad essere regolarmente pubblicata sotto la nuova etichetta mentre nel 1995 prese vita X-Men Deluxe contenitore delle varie serie speciali oltre a quelle regolari. A partire dal febbraio 2012 X-Men Deluxe diventa X-Men Deluxe Presenta assumendo la formula semi-monografica e bimestrale con archi narrativi completi, per poi chiudere nel 2015. Sotto l'etichetta Marvel NOW! nasce a partire dal giugno 2013 una nuova testata mutante: I Nuovissimi X-Men, chiusa dopo 72 numeri nel 2019.
Ad oggi, la Panini Comics, sotto l'etichetta Marvel Italia, dedica una testata regolare agli X-Men:
- Gli Incredibili X-Men, con all'interno: Uncanny X-Men

A queste si affiancano molte iniziative speciali come volumi e serie limitate.

## Altri media

### Cinema
Oltre alle varie apparizioni fumettistiche, gli X-Men sono stati protagonisti di varie trasposizioni cinematografiche nel corso degli anni (dal 2000 al 2020). Le prime tredici sono state tutte prodotte dalla Fox. In seguito all'acquisto della Fox da parte della Disney i diritti cinematografici del gruppo sono tornati in mano alla Marvel. Durante il San Diego Comic-Con del 2019 il presidente dei Marvel Studios Kevin Feige rivela che un film sulla squadra degli X-Men è entrato in produzione e che saranno introdotti nelle successive fasi del Marvel Cinematic Universe. Dal 2022 i Marvel Studios hanno utilizzato personaggi mutanti in alcuni progetti del franchise. Gli X-Men appariranno nei film del Marvel Cinematic Universe Avengers: Doomsday e Avengers: Secret Wars, che usciranno rispettivamente nel 2026 e nel 2027. Il team sarà composto da Charles Xavier / Professor X (Patrick Stewart), Magneto (Ian McKellen), Nightcrawler (Alan Cumming), Gambit (Channing Tatum), Rebecca Romijn (Mistyca), Bestia (Kelsey Grammer) e Scott Summers / Ciclope (James Marsden).

#### Serie di filmX-Men
- X-Men (2000)
- X-Men 2 (X2, 2003)

Gli X-Men nell'omonimo film del 2000

- X-Men - Conflitto finale (X-Men: The Last Stand, 2006)
- X-Men le origini - Wolverine (X-Men Origins: Wolverine, 2009)
- X-Men - L'inizio (X-Men: First Class, 2011)
- Wolverine - L'immortale (The Wolverine, 2013)
- X-Men - Giorni di un futuro passato (X-Men: Days of Future Past, 2014)
- Deadpool (2016)
- X-Men - Apocalisse (X-Men: Apocalypse, 2016)
- Logan: The Wolverine (Logan, 2017)
- Deadpool 2 (2018)
- X-Men: Dark Phoenix (Dark Phoenix, 2019)
- The New Mutants (2020)

#### Marvel Cinematic Universe
- Inhumans (2017)
- WandaVision (2021)
- What If...? (2021)
- Doctor Strange nel Multiverso della Follia (Doctor Strange in the Multiverse of Madness, 2022)[N 4]
- Ms. Marvel (2022)[N 5]
- Black Panther: Wakanda Forever (2022)[N 6]
- The Marvels (2023)
- Deadpool & Wolverine (2024)[N 7]
- Avengers: Doomsday (2026)
- Avengers: Secret Wars (2027)

### Film animati

#### L'audacia degli X-Men
Nato come pilot di una serie animata mai prodotta, il cortometraggio è stato trasmesso nel 1989 e frutto di una collaborazione tra Marvel Productions e Toei Animation. La serie non venne mai prodotta a causa delle difficoltà economiche della Marvel.

#### X-Men: Darktide
Un secondo cortometraggio direct-to-video di 9 minuti è stato distribuito il 5 maggio 2006. Il corto, scritto e diretto da William Vaughan, è stato realizzato in stile brick-animation e narra di come gli X-Men abbiano sventato un attacco all'umanità da parte di Magneto, Mystica e Fenomeno, nonché di uno scontro con le Sentinelle.

#### Hulk Vs. Wolverine
Il personaggio di Wolverine è apparso anche in Hulk Vs. Wolverine, film animato prodotto dai Marvel Studios e distribuito da Lions Gate Entertainment direttamente in home video.

### Televisione

#### Film TV
- Generation X (1996)

#### Serie televisive
Piani alla Fox per una serie tv live-action cominciarono già nel 1996 con il film tv Generation X, a cui avrebbe dovuto far seguito una serie, che tuttavia non venne mai prodotta. Tra il 2001 e il 2004 è andata in onda una serie prodotta dai Marvel Studios vagamente ispirata ai fumetti e ai film degli X-Men, Mutant X. Nel 2017 ha debuttato sul canale FX la serie televisiva Legion, incentrata sul personaggio di David Haller, e su Fox la serie televisiva The Gifted. Entrambe le serie sono state co-prodotte dalla Marvel Television.

#### Serie animate
Gli X-Men sono stati protagonisti di diverse serie animate a loro dedicate:
- Insuperabili X-Men (1992-1997) - 76 episodi
- X-Men: Evolution (2000-2003) - 52 episodi
- Wolverine e gli X-Men (2009) - 26 episodi
- Wolverine (2011) - 12 episodi
- X-Men (2011) - 12 episodi
- X-Men '97 (2024-in produzione)

##### Altre apparizioni
I personaggi sono apparsi anche in:
- The Marvel Super Heroes (1966) - 65 episodi
- L'Uomo Ragno e i suoi fantastici amici (1981-1983, di cui l'Uomo Ghiaccio è uno dei tre protagonisti della serie animata) - 24 episodi
- Spider-Man - L'Uomo Ragno (1994-1998) - 65 episodi
- I Fantastici Quattro (1994-1996) - 26 episodi
- Spider-Man: The New Animated Series (2003) - 13 episodi
- Super Hero Squad Show (2009-2011) - 52 episodi
- Black Panther (2010) - 6 episodi
- Avengers - I più potenti eroi della Terra (2010-2012) - 52 episodi
- Disk Wars: Avengers (2014-2015) - 51 episodi
- What If...? (2021-2024) - 26 episodi

### Videogiochi

#### Videogiochi degli X-Men
Nel corso degli anni, gli X-Men sono stati protagonisti di un gran numero di videogiochi:
- The Uncanny X-Men (1989)
- X-Men: Madness in Murderworld (1989)
- X-Men II: The Fall of the Mutants (1990)
- Wolverine (1991)
- X-Men (1992)
- X-Men (1993)
- X-Men (1994)
- Wolverine: Adamantium Rage (1994)
- X-Men: Mutant Apocalypse (1994)
- X-Men 2: Game Master's Legacy (1995)
- X-Men 2: Clone Wars (1995)
- X-Men 3: Mojo World (1996)
- X-Men: The Ravages of Apocalypse (1997)
- X-Men: Mutant Academy (2000)
- X-Men: Mutant Wars (2000)
- X-Men: Wolverine's Rage (2001)
- X-Men: Mutant Academy 2 (2001)
- X-Men: Il regno di Apocalisse (2001)
- X-Men: Next Dimension (2002)
- X-Men 2: La vendetta di Wolverine (2003)
- X-Men Legends (2004)
- X-Men Legends II: L'Era di Apocalisse (2005)
- X-Men: Il gioco ufficiale (2006)
- X-Men le origini - Wolverine (2009)
- X-Men: Destiny[25][26][27][28] (2011)
- Deadpool (2013)
- Marvel's Wolverine

Alcuni membri sono apparsi anche in Marvel Nemesis: L'Ascesa degli Esseri Imperfetti e Marvel Super Heroes 3D: Grandmaster's Challenge.

#### Marvel vs. Capcom / X-Men / Marvel Super Heroes
Gli X-Men appaiono anche nella serie Marvel vs. Capcom:
- X-Men: Children of the Atom (1994)
- Marvel Super Heroes (1995)
- X-Men vs. Street Fighter (1996)
- Marvel Super Heroes in War of the Gems (1996)
- Marvel Super Heroes vs. Street Fighter (1997)
- Marvel vs. Capcom: Clash of Super Heroes (1998)
- Marvel vs. Capcom 2: New Age of Heroes (2000)
- Marvel vs. Capcom 3: Fate of Two Worlds (2011)
- Ultimate Marvel vs. Capcom 3 (2011)

#### Spider-Man
Alcuni membri del gruppo appaiono in alcuni videogiochi basati sull'Uomo Ragno:
- Spider-Man and the X-Men in Arcade's Revenge (1992)
- Spider-Man 2: Enter Electro (2001)
- Ultimate Spider-Man (2005)
- Spider-Man: Il regno delle ombre (2008)
- The Amazing Spider-Man 2 (2014)

#### Marvel: La Grande Alleanza
Il gruppo di supereroi appare anche nella serie di videogiochi Marvel: La Grande Alleanza:
- Marvel: La Grande Alleanza (2006)
- Marvel: La Grande Alleanza 2 (2009)
- Marvel: La Grande Alleanza 3 - L'Ordine Nero (2019)